# Simon L. Dolan
Simon L. Dolan (Israel, 20 de octubre de 1947) es doctor en recursos humanos y psicología del trabajo en ESADE, presidente de la Global Future of Work Foundation (GFWF), escritor y profesor universitario.

## Biografía

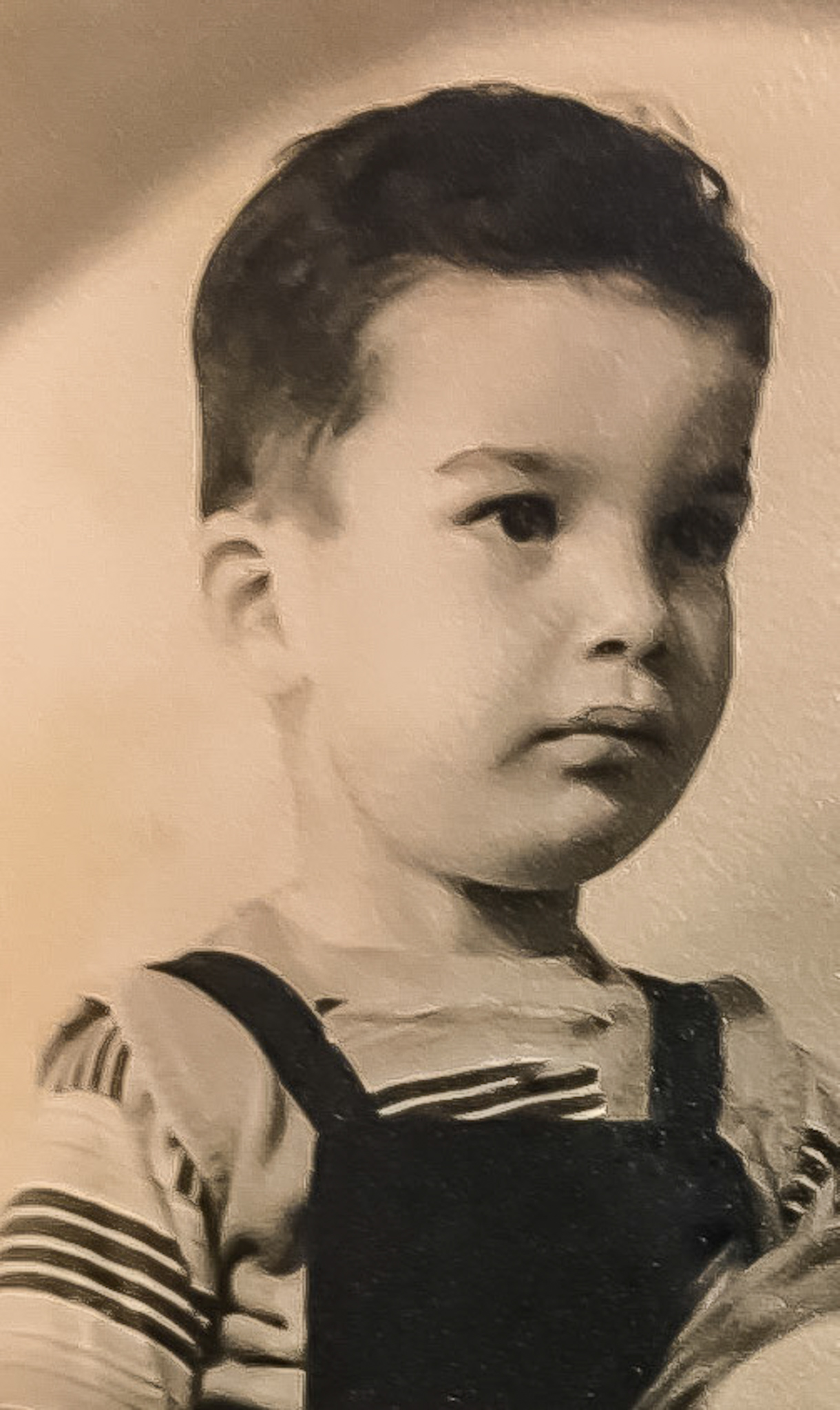
Simon Dolan. La infancia en Israel.

Su padre David fue médico en Kibutz en [./Https://en.wikipedia.org/wiki/Negev Negev], y su madre Lola se dedicó a la cosmética. Tiene un hermano, Avishai, y se casó con Adela Maldonado, con la que tienen juntos cinco hijos (2 de su primer matrimonio y 3 del primer matrimonio de Adela).  

### Investigación
Estudió en Israel y en los Estados Unidos. Después de terminar sus estudios universitarios y de postgrado en Israel, obtuvo su doctorado en Gestión de Recursos Humanos y Psicología Laboral en la Universidad de Minnesota (Carlson Graduate School of Management/IR Center) entre 1973-1977.
Empezó a estudiar sobre el estrés y los valores en 1976, mientras realizaba su doctorado en Psicología del Trabajo en la Clínica Mayo (Minesota). Observó que cerca del 90% de los pacientes que habían sobrevivido a su primer ataque cardíaco sin antecedentes de enfermedad coronaria, atribuían su situación al trabajo, y más específicamente al estrés en el trabajo. Determinó que todos los valores que existen se pueden agrupar en tres categorías, que denominó el Modelo Triaxial de los Valores. Este está formado por tres categorías: ético-social, emocional desarrollo y económico-pragmático. Fue nominado 2 veces por la Universidad Ramon Llull para recibir el mejor premio de investigación de Catalunya (2015), y el premio BBVA en fronteras de conocimiento (2019). 

### Profesor
Ha sido profesor titular de Dirección de Personas y titular de la Cátedra Futuro del Trabajo en ESADE Business School entre 2001 y 2017, así como profesor de Recursos Humanos en la Universidad Ramon Llull de Barcelona en los mismos años. Anteriormente enseñó en la Universidad de Montreal y en la Universidad McGill en Canadá desde 1978 hasta 2002, en la Universidad de Colorado y en la Universidad de Boston en la Escuela de Estudios Superiores de Comercio y en la Escuela de Negocios ESSEC en Francia.
Formó parte de los Comités asesores en fondos de investigación del Quebec - Sociedad y cultura, en el Consejo de Investigación de Salud y Seguridad del Gobierno de Bélgica (Oficina del Primer Ministro) en Salud y Bienestar en Canadá, en el Consejo de Investigación de Hong Kong, en el I.A.S. Universidad de Primavera de Auditoría Social, en la Fundación Científica de Israel, en el Ministerio de Educación y Ciencia de España, en el Programa de Investigación de Políticas, en el Departamento de Salud del Reino Unido, en el Consejo de Investigación Social del Quebec en el Ministerio de Educación de Quebec, en el Instituto de Investigación de Quebec sobre Salud y Seguridad en el Trabajo, y en el Consejo de Investigación de Ciencias Sociales y Humanidades de Canadá.

### Escritor
Ha escrito más de 70 libros que han sido publicados y traducidos a muchos idiomas. También ha publicado más de 150 artículos en revistas científicas y capítulos de libros. Fue miembro de la junta editorial de Emerald Group Publishing y de Wiley Publisher, HEC Montreal. Ha formado parte del consejo de editores de numerosas revistas científicas, y fue editor jefe de Emerald de Cross Cultural Management durante siete años, por lo que recibió el premio al mejor Redactor Emerald en 2011. También fue finalista de la Expo coaching 2020 por el libro “Más Coaching por Valores”, nominado como mejor libro del año.

### Empresario
Desde enero del 2018, todas sus actividades se centraron en la Fundación para el Futuro Global del Trabajo (GFWF), de la cual es presidente.
En 1978 fundó en Montreal una empresa de consultoría llamada "Gestión MDS Management Inc", que se dedica a la educación en el África francófona, ayudando a los ejecutivos a ser más eficientes y a reducir la corrupción.